# Tmeticus hipponensis
Tmeticus hipponensis är en spindelart som beskrevs av Simon 1926. Tmeticus hipponensis ingår i släktet Tmeticus och familjen täckvävarspindlar.
Artens utbredningsområde är Algeriet. Inga underarter finns listade i Catalogue of Life.